# Mitch Shirra
Mitch Shirra, właśc. Mitchell Owen Shirra (ur. 27 października 1959 w Auckland) – nowozelandzki żużlowiec, występujący również na długim torze.

## Życiorys
Drużynowy Mistrz Świata z Nową Zelandią w roku 1979. Brązowy medalista MŚP z roku 1983, razem z Ivanem Maugerem. Siedmiokrotny uczestnik IMŚ. Jego najlepszy wynik w roku 1984, kiedy zajął wysokie piąte miejsce w szwedzkim Göteborgu.
Trzykrotny mistrz Nowej Zelandii.

## Przynależność klubowa
Wielka Brytania
- Coventry Bees (1975–1982)
- Reading Racers (1983–1986)
- Swindon Robins (1987)
- do uzupełnienia

Polska
- Unia Tarnów (1991)
- Victoria – Rolnicki Machowa (1992)

## Osiągnięcia
- Indywidualne Mistrzostwa Świata
  - 1983 –  Norden – 11. miejsce - 7 pkt → wyniki
  - 1984 –  Göteborg – 5. miejsce - 10 pkt → wyniki
  - 1986 –  Chorzów – 16. miejsce - 1 pkt → wyniki
  - 1987 –  Amsterdam – 10. miejsce - 12 pkt → wyniki
  - 1989 –  Monachium – 6. miejsce - 10 pkt → wyniki
  - 1991 –  Göteborg – 13. miejsce - 4 pkt → wyniki
  - 1992 –  Wrocław – 13. miejsce - 6 pkt → wyniki

- Drużynowe Mistrzostwa Świata
  - 1979 –  Londyn – 1. miejsce → wyniki

- Mistrzostwa Świata Par
  - 1982 –  Liverpool – 6. miejsce - 8 pkt → wyniki
  - 1984 –  Lonigo – 3. miejsce - 16+2 pkt → wyniki
  - 1985 –  Rybnik – 4. miejsce - 7 pkt → wyniki
  - 1986 –  Pocking – 5. miejsce - 12 pkt → wyniki
  - 1987 –  Pardubice – 4. miejsce - 16 pkt → wyniki
  - 1988 –  Bradford – 4. miejsce - 24 pkt → wyniki
  - 1990 –  Landshut – 5. miejsce - 23 pkt → wyniki
  - 1992 –  Lonigo – 6. miejsce - 12 pkt → wyniki

- Indywidualne Mistrzostwa Świata na długim torze
  - 1991 –  Mariańskie Łaźnie – 5. miejsce - 17 pkt → wyniki
  - 1992 –  Pfarrkirchen – 2. miejsce - 21 pkt → wyniki
  - 1993 –  Mühldorf – 8. miejsce - 10 pkt → wyniki

- Indywidualne Mistrzostwa Nowej Zelandii
  - 1979 – Christchurch – 2. miejsce - 12 pkt → wyniki
  - 1980 – Auckland – 5. miejsce - 11 pkt → wyniki
  - 1981 – Napier – 2. miejsce - 14 pkt → wyniki
  - 1982 – Auckland – 1. miejsce – 14 pkt → wyniki
  - 1983 – Christchurch – 1. miejsce – 14+3 pkt → wyniki
  - 1984 – Wellington – 1. miejsce – 15 pkt → wyniki
  - 1986 – Gisborne – 3. miejsce - 12 pkt → wyniki
  - 1987 – Auckland – 2. miejsce - 13 pkt → wyniki
  - 1988 – Christchurch – 6. miejsce - 9 pkt → wyniki